# Scottish Football League 1918-1919
La Scottish Football League 1918-1919 è stata la 29ª edizione della massima serie del campionato scozzese di calcio, disputato tra il 17 agosto 1918 e il 10 maggio 1919 e concluso con la vittoria del Celtic al suo diciottesimo titolo.
Capocannoniere del torneo è stato David McLean (Rangers) con 29 reti.

## Stagione

### Novità
Parteciparono le stesse diciotto squadre della precedente stagione.

### Avvenimenti
Il Celtic conquistò il titolo all'ultima giornata vincendo 3-1 in casa il derby contro il Partick Thistle, rendendo ininfluente la contemporanea vittoria (3-0) dei Rangers sul Clydebank.

## Classifica finale
Fonte:
|  | Pos. | Squadra             | Pt | G  | V  | N  | P  | GF | GS |
|  | ---- | ------------------- | -- | -- | -- | -- | -- | -- | -- |
|  | 1.   | Celtic              | 58 | 34 | 26 | 6  | 2  | 71 | 22 |
|  | 2.   | Rangers             | 57 | 34 | 26 | 5  | 3  | 86 | 16 |
|  | 3.   | Morton              | 47 | 34 | 18 | 11 | 5  | 76 | 40 |
|  | 4.   | Partick Thistle     | 41 | 34 | 17 | 7  | 10 | 62 | 43 |
|  | 5.   | Motherwell          | 38 | 34 | 14 | 10 | 10 | 51 | 40 |
|  | 5.   | Ayr Utd             | 38 | 34 | 15 | 8  | 11 | 62 | 53 |
|  | 7.   | Hearts              | 37 | 34 | 14 | 9  | 11 | 59 | 52 |
|  | 8.   | Queen's Park        | 35 | 34 | 15 | 5  | 14 | 59 | 57 |
|  | 8.   | Kilmarnock          | 35 | 34 | 14 | 7  | 13 | 61 | 59 |
|  | 10.  | Clydebank           | 32 | 34 | 12 | 8  | 14 | 54 | 65 |
|  | 10.  | St. Mirren          | 32 | 34 | 10 | 12 | 12 | 43 | 55 |
|  | 12.  | Third Lanark        | 31 | 34 | 11 | 9  | 14 | 60 | 62 |
|  | 13.  | Airdrieonians       | 29 | 34 | 9  | 11 | 14 | 45 | 54 |
|  | 14.  | Hamilton Academical | 27 | 34 | 11 | 5  | 18 | 49 | 75 |
|  | 15.  | Dumbarton           | 22 | 34 | 7  | 8  | 19 | 31 | 58 |
|  | 16.  | Falkirk             | 20 | 34 | 6  | 8  | 20 | 46 | 73 |
|  | 16.  | Clyde               | 20 | 34 | 7  | 6  | 21 | 45 | 75 |
|  | 18.  | Hibernian           | 13 | 34 | 5  | 3  | 26 | 30 | 91 |

Legenda:
      Campione di Scozia.
Regolamento:
Due punti a vittoria, uno a pareggio, zero a sconfitta.
Vigeva il pari merito. In caso di arrivo a pari punti per l'assegnazione del titolo era previsto uno spareggio.